# 7,5-cm LeichtGeschütz 40
Le 7,5 cm Leichtgeschütz 40 est un canon sans recul utilisé par la Wehrmacht durant la Seconde Guerre mondiale. Il a spécialement été conçu pour équiper les unités de parachutistes allemands, les Fallschirmjäger.

## Développement
Dès 1937, l'armée allemande émit un appel d'offres pour le développement d'arme de gros calibre sans recul dans le but d'accroitre la puissance de feu de ses troupes aéroportées. Les deux firmes d'armement Krupp et Rheinmetall étaient en concurrence directe pour ce contrat, qui fut finalement remporté par cette dernière. Initialement produit sous la désignation LG 1/370, son nom fut changé pour suivre la nomenclature officielle incluant la date de mise en service (1940) soit 7,5 cm LG 40.
Une des caractéristiques communes à tous les canons sans recul allemands de cette période, était qu'ils utilisaient une munition ordinaire mais équipée d'une cartouche conçue pour les problématiques d'annulation de recul.
Le LG 40 utilise des obus de 5,8 kg hautement explosif (HE) provenant du canon de montagne 7,5 cm Gebirgsgeschütz 36 et des obus anti blindage (AP) du canon de campagne 7,5 cm Feldkanone 16, neuer Art. La seule particularité se situe au niveau de la douille : le culot est entièrement en bakélite. Lors du tir, la bakélite est entièrement désintégrée pour assurer l'évacuation de gaz propulseurs vers l'arrière du canon. Bien que ces munitions standard ne permettaient pas de tirer le meilleur parti des performances balistiques du canon, elles permettaient néanmoins d'économiser du temps de développement et de standardiser la production.
Lors de la dotation du Leichtgeschütz (canon léger) au sein des troupes, deux problèmes tactiques furent mis en évidence. Lors du tir, les gaz sont expulsés vers l'arrière de l'arme selon le principe de l'effet venturi permettant de se passer de système d'absorption du recul et ainsi d'alléger le canon. Cependant, ces gaz ont tendance à encrasser et à enrayer le mécanisme de tir. La solution de modifier complètement la culasse fut un temps envisagée mais jamais mise en pratique du fait de la forte perturbation des chaines de production que cela aurait engendrée. À noter aussi que l'expulsion des gaz pouvait révéler la position de l'arme lors des tirs et créer une zone de danger, due au souffle, à l'arrière de l'arme de 18 m de côté sur 45 m de long.
Le second problème, et de loin le plus sérieux, était que le canon commençait à se désolidariser de son affut après 300 obus tirés. La cause principale était l'effet de couple engendré par l'obus s'engageant dans le rainurage du canon. Ce problème fut résolu en soudant des ailettes incurvées du côté de la sortie des gaz, dans le sens opposé au rainurage, annulant ainsi la torsion.
À partir de 1942, une version du canon fut développée pour les troupes de montagne Gebirgsjäger, à partir du LG 40. Ce canon pouvait être divisé en 5 lots pour le transport, l'ensemble pesant 275 kg. Le surpoids par rapport à la version parachutable (145 kg) est due en partie à l'ajout d'un bouclier frontal, et à l'utilisation d'acier au lieu d'aluminium par mesure d'économie.
En 1944, en raison des pénuries que subissaient l'Allemagne et de sa trop grande consommation de poudre, la production du LeichtGeschütz 40 cessa.

## Conception
Le LG 40 a été spécialement conçu pour être facilement transportable et parachutable. Il était démonté en 4 parties puis largué en 2 containers affichant un poids total de 175 kg sans les munitions. Les munitions sont conditionnées en caisse en bois de 20 kg de 2 projectiles. Une cloison intérieure sépare les douilles des obus qui sont rassemblés avant le tir.

### Tube
Le tube est construit en acier monobloc. À l’extrémité de la culasse se trouvent des colliers interrompus permettant de fixer le tube au manchon porte-culasse. Le tube est usiné pour accueillir l'extracteur et le verrou. À mi longueur, une bande d'acier permet de verrouiller le canon sur la jambe avant du trépied pour le transport. Le canon pèse à lui seul 44,5 kg.

### Anneau de culasse
Cette partie de l'arme (désignée aussi manchon porte-culasse) permet d'assembler le tube à la culasse. Il contient des trous pour recevoir l'axe de l'extracteur permettant d'extraire et d'éjecter la douille de la chambre après le tir, la vis-culasse, les organes de tir (percuteur et tire-feu) et le linguet assurant que le tir n'est effectué que culasse verrouillée. Des tourillons sont présents pour assurer sa fixation sur l'affut et le système de pointage. Le manchon de culasse pèse 28 kg.

### Culasse
La culasse est de type ouverture à glissement horizontal. Elle est percée pour recevoir le percuteur et le tire-feu (levier pouvant être relié à une cordelette pour déclencher le tir). Le boitier de tir assurant l'expulsion des gaz de propulsion est vissé à l'arrière du canon et permet de fixer le tube Venturi en forme d'entonnoir.

### Tube Venturi
Un tube en forme d'entonnoir est vissé à l'arrière de la culasse. Il permet, grâce à l'effet Venturi, de disperser les gaz de propulsion vers l'arrière éliminant ainsi le recul. Le tube venturi et la culasse pèsent 29 kg.

### Affut
Le corps de l'affut est construit en alliage d'aluminium formant une base circulaire pour le canon. Il est foré pour recevoir les systèmes de pointage et de verrouillage ainsi que les attaches pour le tube. L'arme peut ainsi effectuer une rotation de 360° lorsque le système d'élévation est verrouillé. Le débattement horizontal normal est de l'ordre de 60°. La hausse est bloquée par des butées à 42° mais peut être verrouillée par crémaillère à 20°. Sur le côté droit du canon se trouve un compartiment pour pièce de rechange. Sur le côté gauche se trouvent les organes de visée. L'affût pèse 28,5 kg.

### Essieu et trépied
L'essieu est composé des roues, de la plateforme, de trois pieds tubulaires, de l'axe, de rails de guidage tubulaire et du système de fixation de la crémaillère et du canon.
Les deux roues sont constituées de disques de métal de petit diamètre avec des pneus de caoutchouc. Pour la mise en batterie de l'arme, ces roues peuvent être rapidement retirées, le canon reposant alors sur la plateforme et le trépied.
Les 3 jambes du trépied sont articulées et reliées directement à la plateforme. La jambe avant possède 2 positions de tir en réglant sa position dans la fente au centre de l'essieu. Les jambes droite et gauche sont réglées en fonction de leur verrouillage sur les rails tubulaires de guidage. Les 3 jambes sont pourvues d'une lame pour stabiliser le canon dans le sol lors du tir.
L'essieu, le trépied et les roues pèsent au total 16,3 kg.

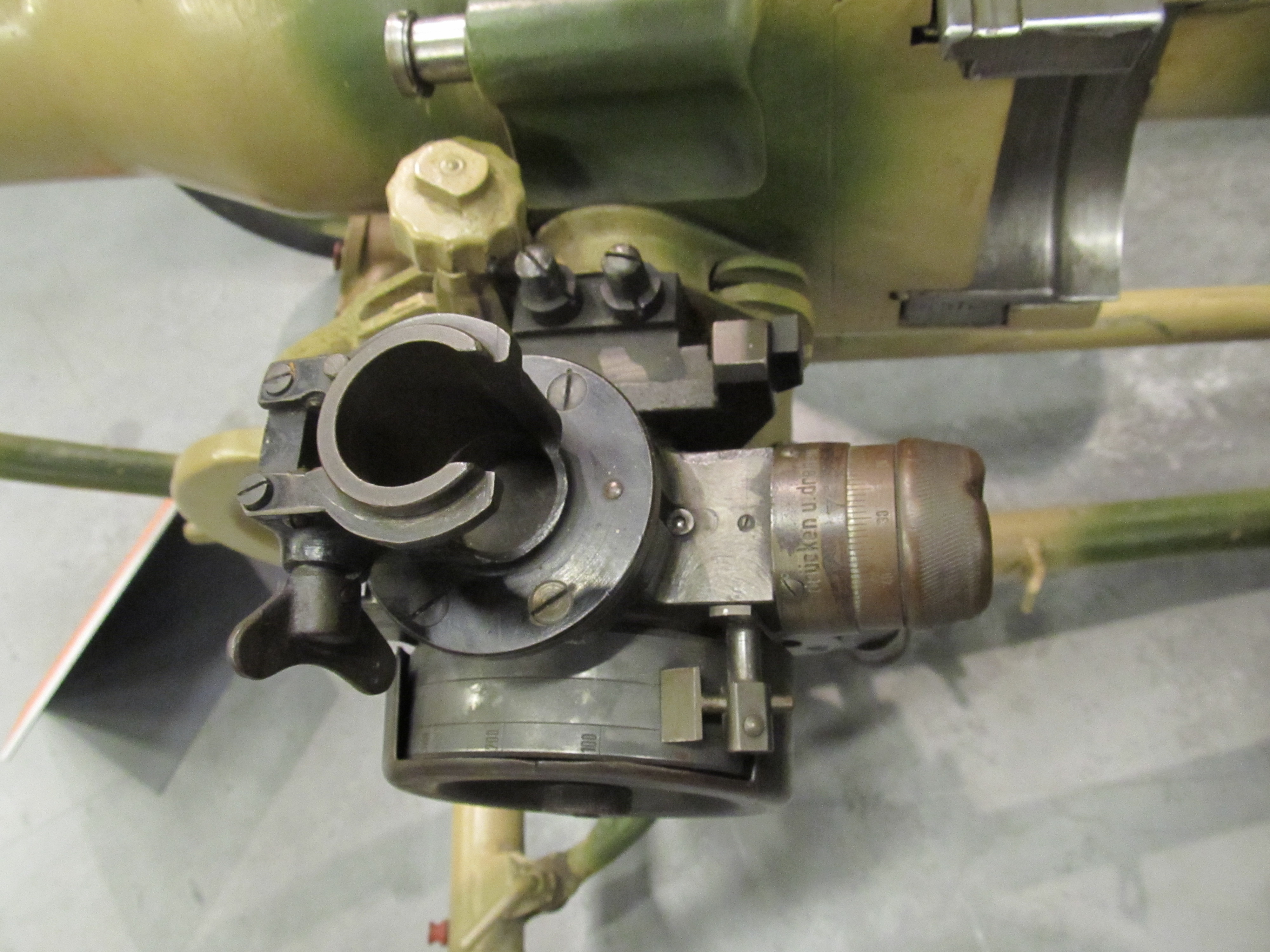
Vue en détail du système de visée du LG 40 sur un exemplaire exposé au Musée canadien de la guerre d'Ottawa (Canada)
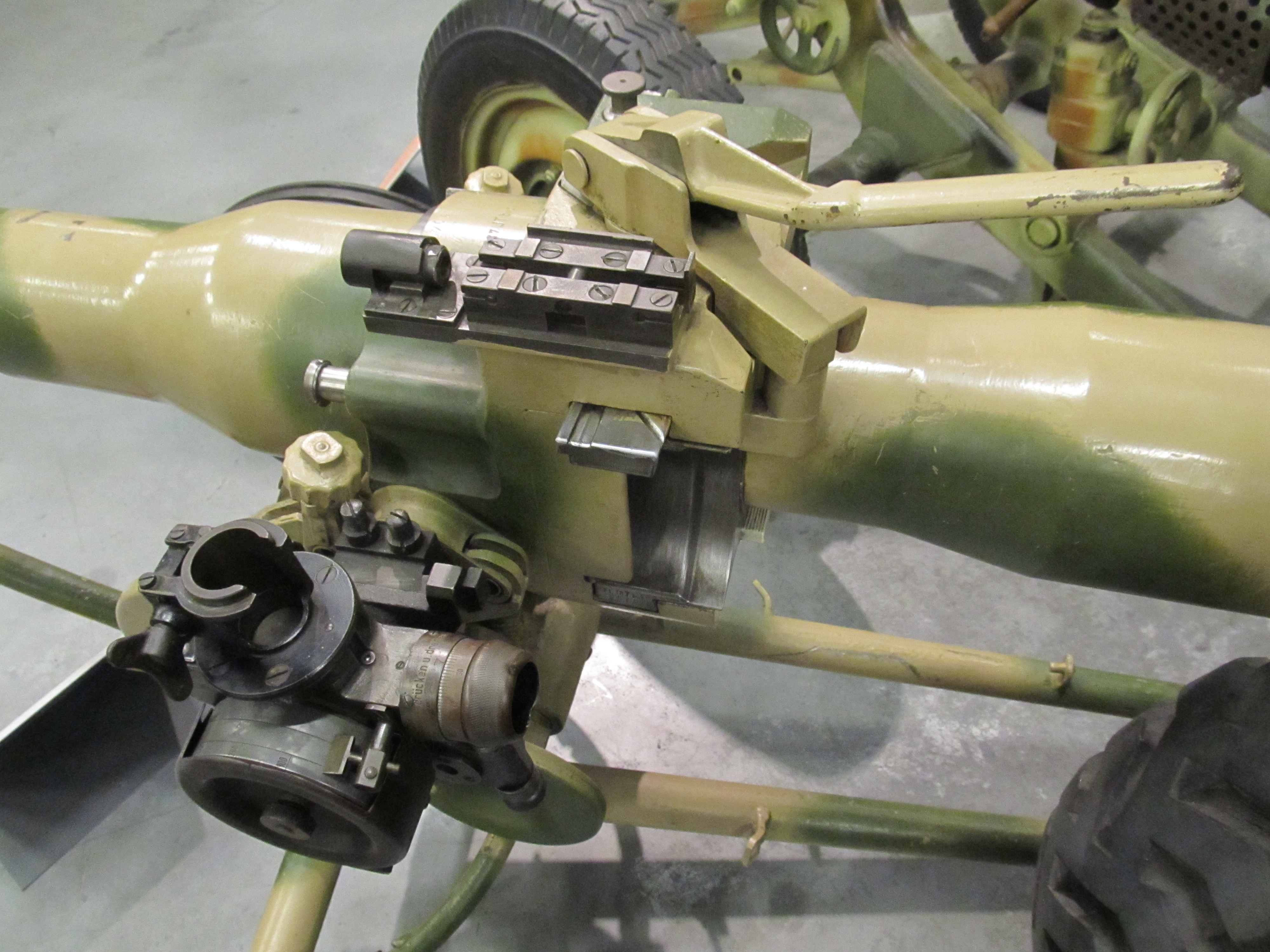
Vue de la culasse d'un LG 40
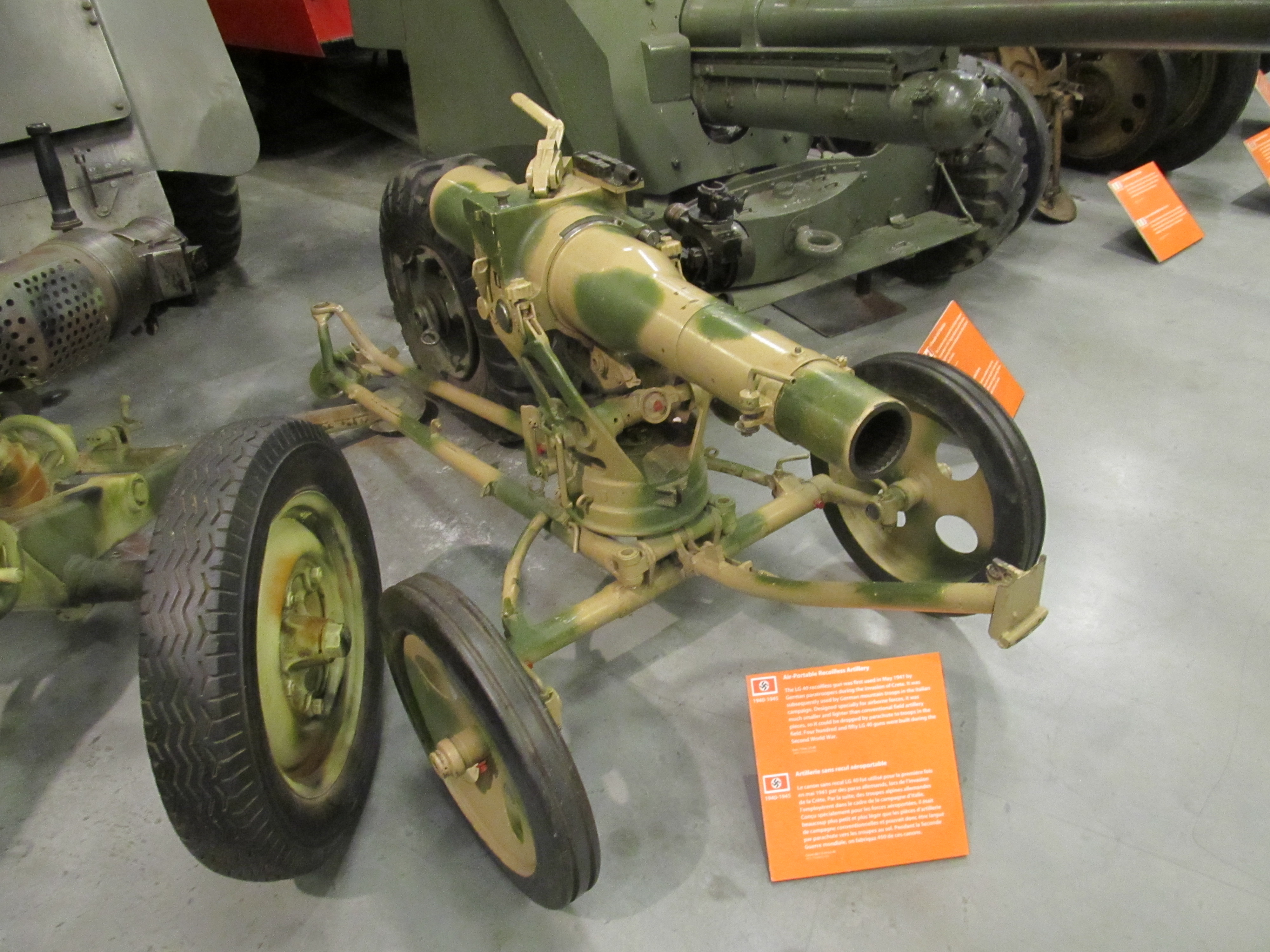
plan large d'un LG 40 permettant de voir l’affut et le trépied
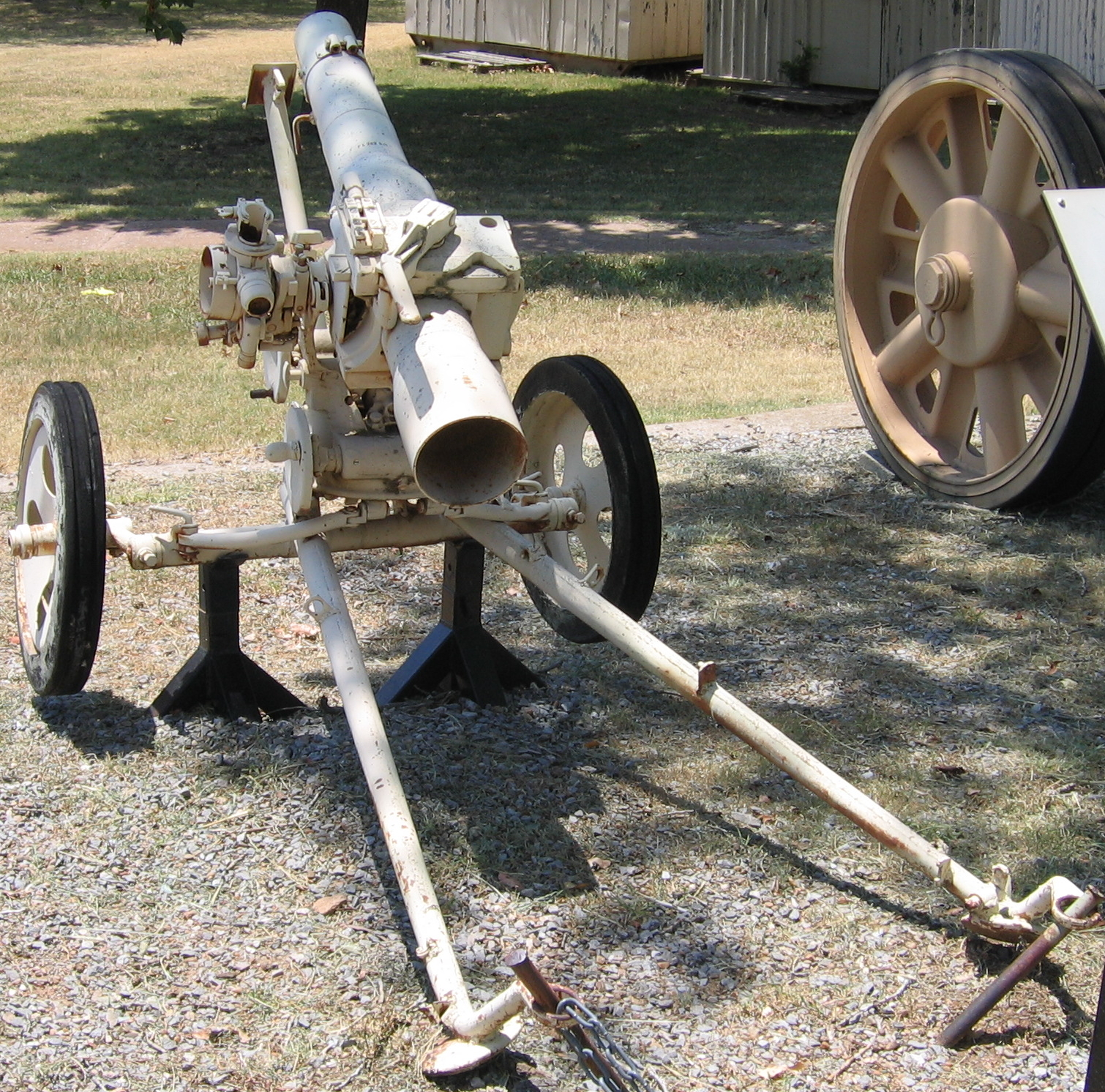
Vue arrière d'un LG 40 exposé au U.S. Army Field Artillery Museum de Fort Still (Oklahoma, États-Unis).

## Service opérationnel
Le LG 40 fut utilisé pour la première fois durant l'opération Merkur (invasion de la Crète) en mai 1941 par la 2. Batterie/Fallschirmjäger-Artillerie-Abteilung (2e batterie / Bataillon d'artillerie parachutiste) . Son usage fut par la suite étendu aux autres unités parachutistes, comme celles de la Luftwaffe et de la Waffen-SS. Le 500e bataillon SS-Fallschirmjäger utilisa 4 exemplaires de ce canon lors du raid aéroporté de Dvar contre le QG de Josip Broz Tito.
La version destinée aux chasseurs alpins (Gebirgsjäger) fut largement utilisée durant les batailles dans les montagnes du Caucase (1942) et d'Italie.